# 勒康布
勒康布（法語：Le Cambout，發音：[lə kɑ̃bu]）是法国阿摩尔滨海省圣布里厄区的一个旧市镇。2025年1月1日，勒康布与市镇科埃特洛贡并入市镇普吕米约，并成为了普吕米约的委派市镇。

## 地理
勒康布（48°3'32"N, 2°36'38"W）面积18.02 平方千米，位于法国布列塔尼大區阿摩尔滨海省，该省份为法国西北部沿海省份，位于布列塔尼半岛北部，北濒大西洋英吉利海峡，西接菲尼斯泰尔省，南至莫尔比昂省，东临伊勒-维莱讷省。
与勒康布接壤的市镇（或旧市镇、城区）包括：布雷昂、普吕米约、圣艾蒂安-迪盖德利勒、福日德拉努埃。
勒康布的时区为UTC+01:00、UTC+02:00（夏令时）。

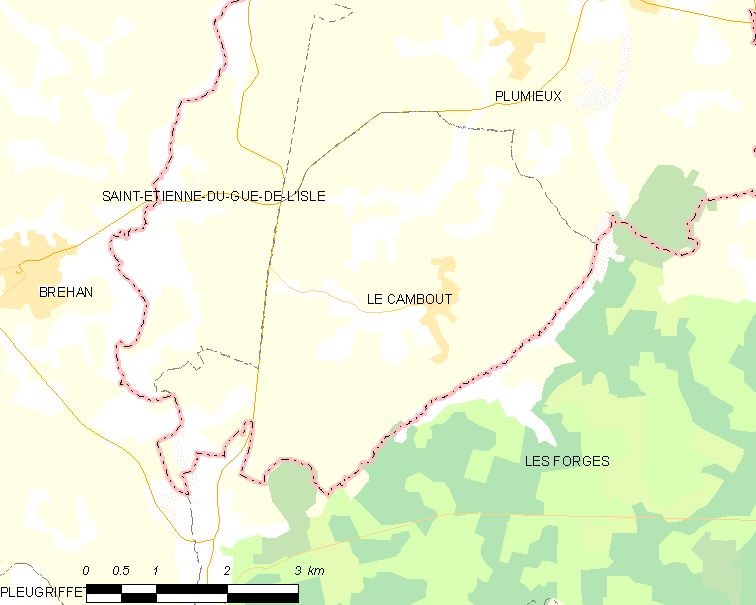
勒康布的OSM定位图

## 行政
勒康布的邮政编码为22210，INSEE市镇编码为22027。

## 政治
勒康布所属的省级选区为卢代阿克县。

## 人口

1962-2008年间勒康布人口变化图示

勒康布于2022年1月1日时的人口数量为408人。